# Дубровницкое телевидение
Дубровницкое телевидение (хорв. Dubrovačka televizija), сокращённо DUTV — хорватский региональный канал города Дубровника, владельцами которого являются местные бизнесмен Драган Банович и компания Sedes. Освещает основные события в жизни города Дубровник. Доступен в 9-м региональном мультиплексе, вещает на 28-й дециметровой частоте.